# Nemesis Divina
Nemesis Divina (lat. „göttliche Nemesis“) ist das dritte Album der norwegischen Black-Metal-Band Satyricon.

## Entstehung
Satyr schrieb die Musik und die Texte im Zeitraum von Herbst 1993 bis Winter 1995. Den Text zu Du som hater Gud schrieb Herr Nagell im Juni 1994.

## Stil und Inhalt
Satyricon spielt auf Nemesis Divina traditionellen, epischen Black Metal mit Keyboards. Passagenweise scheinen Bathory-Einflüsse im Stil ihres Hammerheart-Albums durch. Die Gitarrenriffs sind technisch anspruchsvoller und das Album professioneller produziert als die vorigen. Die Komposition ist abwechslungsreicher, komplexer und mit höherem technischen Standard und die Produktion sauberer und klarer als viele andere norwegische Black-Metal-Aufnahmen; Satyr bezeichnet die Produktion als „härter, roher, mit mehr Bass und einem aggressiveren Mix“.

## Rezeption
Sephiroth von metalstorm.net bezeichnet Nemesis Divina als Höhepunkt der traditionellen Black-Metal-Karriere von Satyricon, Matthew Kantor von allmusic bezeichnet es als quintessentiellen Black Metal. Das Rock Hard bezeichnete das Album als „ein absolutes Black Metal-Highlight und deshalb für jeden Headbanger interessant.“ Die Band finde „die richtige Mischung aus schnellen (aber nie chaotischen) Prügelpassagen und bombastischen, von sphärischen Synthies untermalten Klängen.“ Das Album enthalte „so ziemlich alles, was das Genre zu bieten hat, wobei der Schwerpunkt auf düsteren Melodien und abwechslungsreichen Songaufbauten liegt.“
Speziell das separat als Musikvideo veröffentlichte Lied Mother North gilt als Klassiker.

## Titelliste
1. The Conquering/The Dawn of a New Age – 7:28
2. Forhekset (Verhext) – 4:32
3. Mother North – 6:26
4. Du som hater gud (Du, der Gott hasst) – 4:21
5. Immortality Passion – 8:23
6. Nemesis Divina (Göttliche Nemesis) – 6:55
7. Transcendental Requiem of Slaves – 4:44